# Jacques de Bie
Jacques de Bie (né en 1581 à Anvers et mort à Arnhem vers 1640) connu comme Jacob de Bie est un graveur, libraire et numismate flamand actif à Anvers, Bruxelles et Paris.

## Biographie
Jacques de Bie entre à la Guilde de Saint-Luc et devient maître en 1607.
Vers 1610, il est appointé par Charles III de Croÿ pour s'occuper de sa collection numismatique et se rend pour cela à Bruxelles et publie Imperatorum Romanorum numismata aurea a Julio Cæsare ad Heraclium continua serie collecta Et Ex Archetypis Expressa en 1615 sur la collection du duc.
À Paris, il publie en 1634 Les vrais portraits des rois de France tirez de ce qui nous reste de leurs monumens, sceaux, medailles, ou autres effigies, conseruées dans les plus rares & plus curieux cabinets du royaume : au tres-chrestien roy de France et de Nauarre, Louis XIII.

## Œuvres

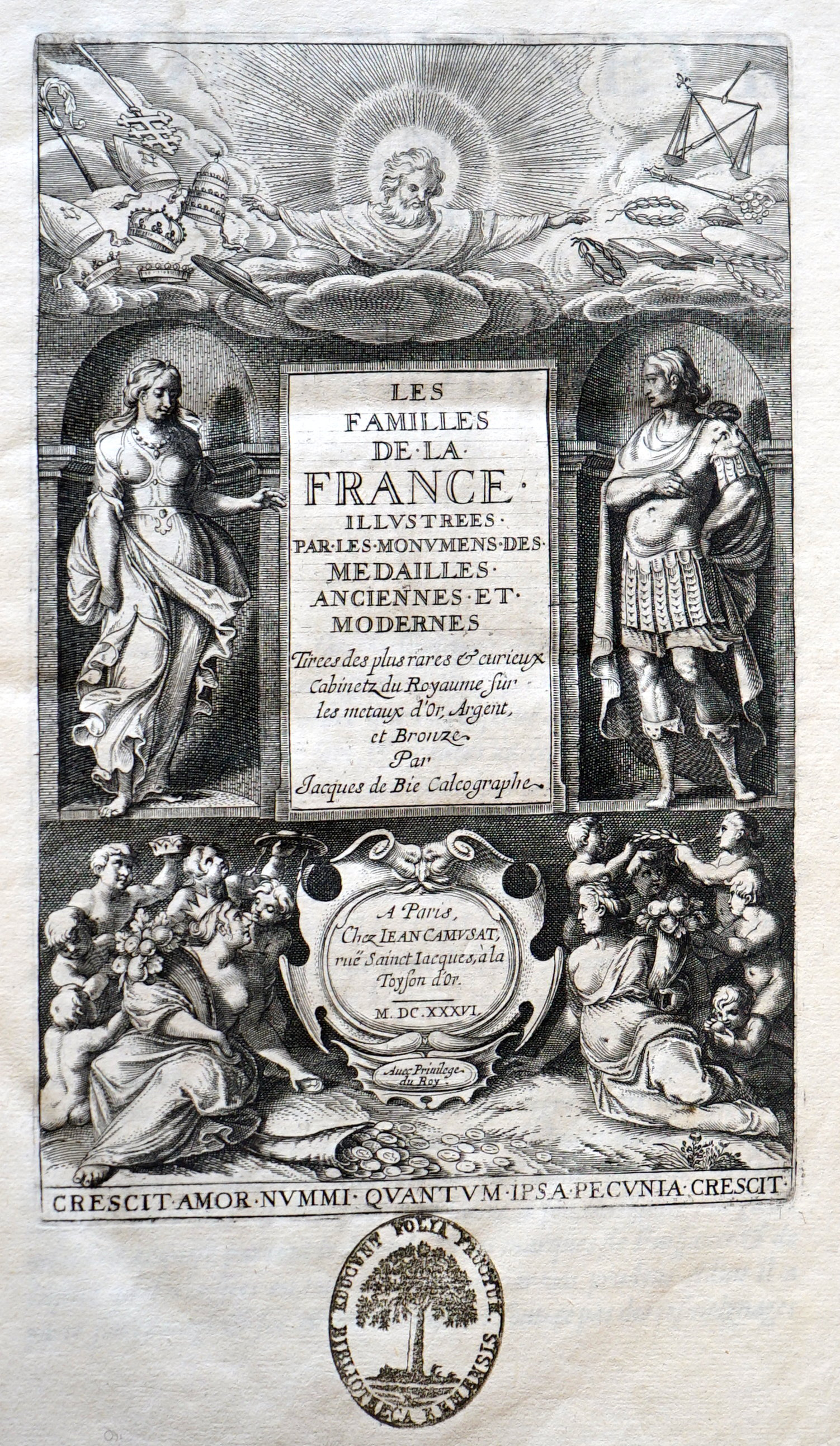
Son Les familles de la France illustrées par les monumens médailles anciennes et modernes.
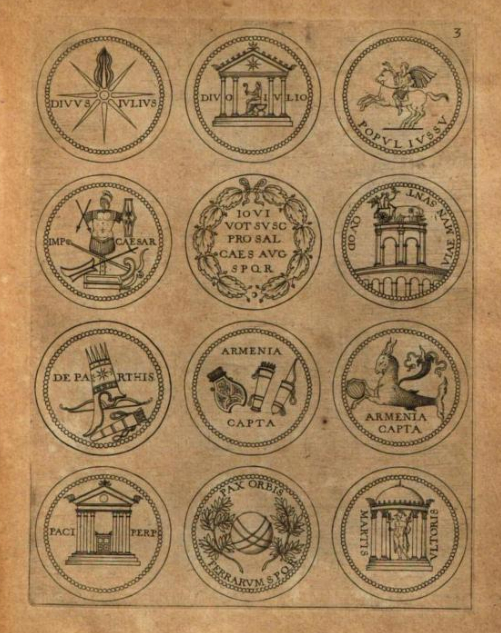
Son Imperatorum romanorum a Julio Caesare.
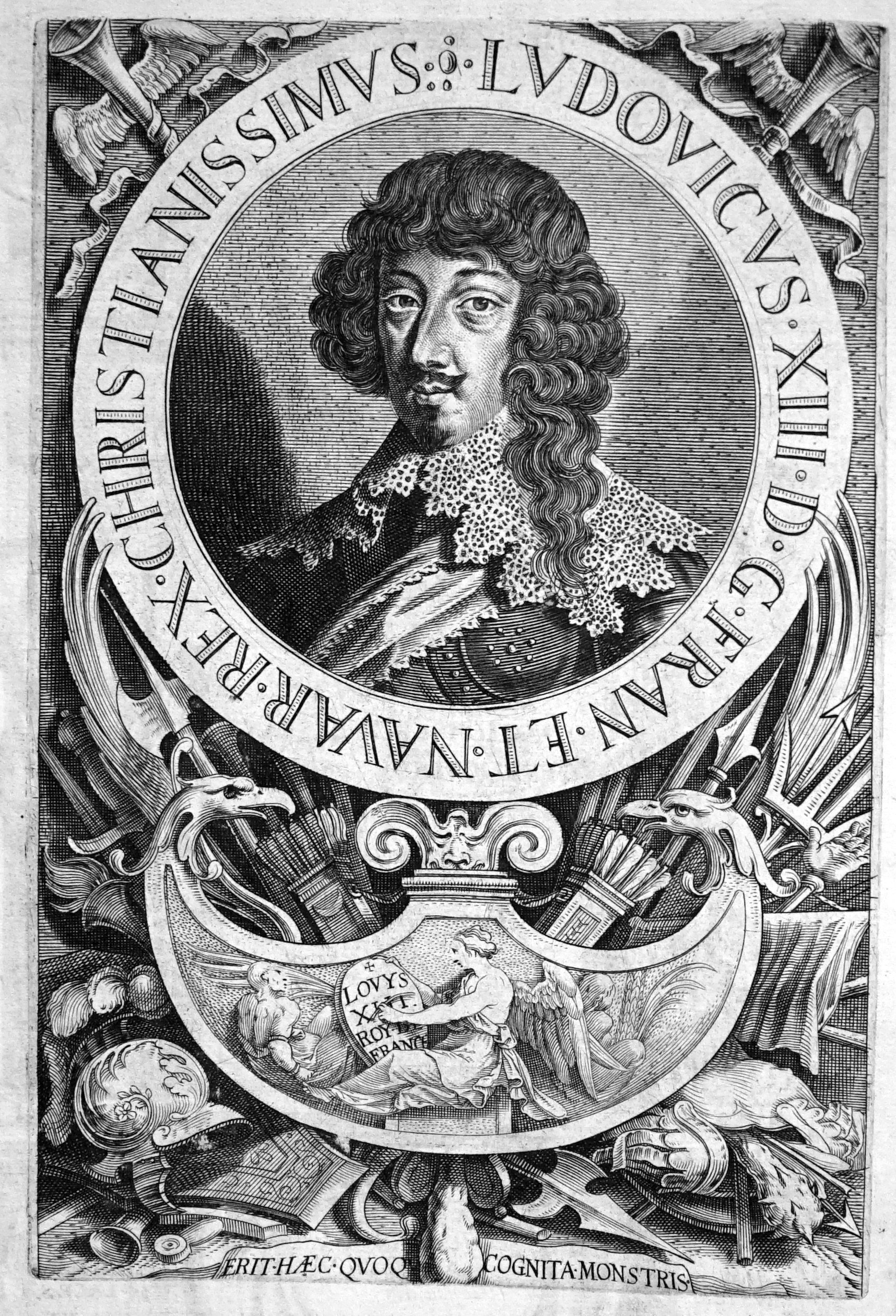
1636, La France metallique contenant les actions célèbres... écrit par Jacques de Bie, livre imprimé par Jean Camusat, avec tampon des saisies révolutionnaires de la bibliothèque du Couvent des Minimes de Reims, conservé à la bibliothèque Carnegie (Reims).